# Iglesia de San Antón (Madrid)
La iglesia de San Antón (denominada también como Real Iglesia de San Antón o Real Iglesia de las Escuelas Pías de San Antón) es un templo religioso ubicado en la ciudad de Madrid, anexo al edificio de las Escuelas Pías, en la calle Hortaleza. 
El día 17 de enero, día de san Antonio Abad, patrono de los animales, los vecinos de Madrid llevan sus mascotas para que reciban la bendición del santo.

## Historia
La iglesia es un ejemplo del Barroco madrileño obra del arquitecto Pedro de Ribera, creada antes de 1742 como iglesia del hospital de leprosos. El rey Carlos IV entrega el templo a los Padres Escolapios en 1794. Fecha en la que se reparó la fachada para acomodarla al edificio de las Escuelas Pías. Pedro muestra en la ejecución de las trazas de la iglesia la influencia de Guarino Guarini. A pesar de todo, la ejecución de la obra no seguirá todo el proyecto diseñado inicialmente por Pedro de Ribera, debido en parte a la lenta construcción del edificio durante el periodo de gestión de los antonianos. Durante el gobierno de José I los edificios de la iglesia y las escuelas fueron incautados, siendo ambos clausurados. Volviendo a ejercer su función como parroquia de San Ildefonso a partir del 1814. 
El templo fue completamente modificado al entrar en la gestión de las escuelas y de la iglesia los padres escolapios a comienzos del siglo XIX. De esta obra de remodelación se encargó el arquitecto español Francisco de Rivas entre los años 1794 y 1832. Fue esta remodelación la que proporcionó al edificio un aspecto neoclásico. En esta remodelación se rebajó el carácter barroco del edificio que dejara las trazas de Pedro de Ribera. 
En el Madrid del siglo XVIII se populariza pronto como la primera fiesta del año la dedicada en honor a San Antonio. La romería a lo largo de la calle Hortaleza venía a denominarse públicamente como las vueltas de San Antón, siendo habitual recibir los panecillos de San Antón bendecidos. 
A comienzos del siglo XXI el edificio anexo de las Escuelas Pías se demolió, a excepción de la fachada, para albergar la sede del Colegio de Arquitectos de Madrid, esta reforma hizo que se volviesen a sanear y uniformar las fachadas de ambos edificios.
En el año 2015, tras un tiempo prácticamente cerrada y sin culto, la iglesia de san Antón fue entregada a la fundación Mensajeros de la Paz, del Padre Ángel García Rodríguez, y desde entonces permanece abierta a diversas actividades sociales y religiosas.

## Características

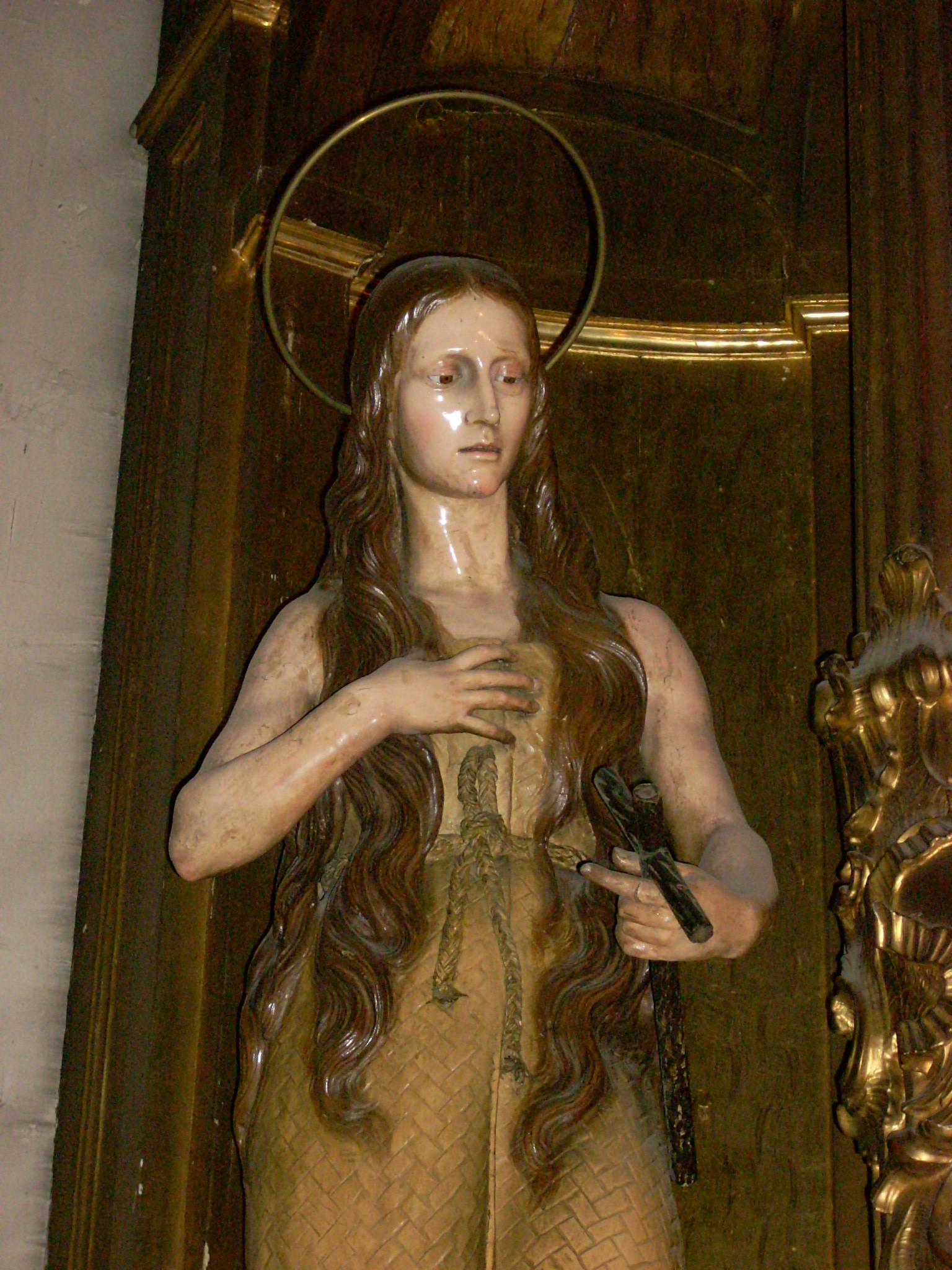
La Magdalena penitente, escultura de escuela castellana del

El material con el que fue edificado el templo es de sillería y ladrillo. El cuerpo de la fachada se divide horizontalmente entre cuerpos y la entrada al templo se caracteriza por la existencia de tres puertas, siendo la central de mayor tamaño. En las dos puertas laterales se encuentran los escudos de las órdenes antonianas y escolapias (órdenes que tuvieron la regencia del templo). La fachada se remata con dos torres de disposición asimétrica, una de ellas con un reloj. 
En el interior se conservaba un cuadro de Francisco de Goya titulado La última comunión de San José de Calasanz, hoy en el Museo Calasancio de Madrid, siendo sustituido en la iglesia por una copia fiel.

## Las reliquias de san Valentín
La iglesia de San Antón conserva gran parte del esqueleto de san Valentín, patrón de los enamorados, cuya festividad es muy celebrada por las parejas de gran parte del mundo. Estas reliquias llegaron a España a finales del siglo XVIII como regalo del papa al rey Carlos IV, quien las cedió a los escolapios. 
Permanecieron custodiadas, pero ocultas a los fieles, hasta 1984, en que fueron depositadas en una urna de vidrio de estilo rococó instalada en la iglesia, con la inscripción San Valentín Mártir, Ob. Patrón de los Enamorados. San Valentín había sido obispo y mártir, ejecutado en Roma el 14 de febrero del año 270 por el emperador Claudio II.